# Vital João Geraldo Wilderink
Vital João Geraldo Wilderink OCarm (* 30. November 1931 in Deventer, Niederlande; † 11. Juni 2014 in Lídice (Rio Claro), Brasilien) war ein niederländischer Ordensgeistlicher und römisch-katholischer Bischof von Itaguaí.

## Leben
Vital João Geraldo Wilderink trat der Ordensgemeinschaft der Karmeliten bei.
Am 22. Januar 1952 legte er die einfachen und am 30. Januar 1955 die ewigen Gelübde ab. Nach dem Studium der Philosophie in São Paulo (1952–1954) und der Katholischen Theologie in Rom (1954–1958) empfing er am 7. Juli 1957 in Rom die Priesterweihe. Er absolvierte ein Doktoratsstudium am Angelicum in Rom (1958–1960), wo er zum Doctor theologiae promoviert wurde.
Er war Professor für Theologie am Internationalen College des Karmeliterordens und dem Teresianum in Rom (1963–1965). Er war Direktor der Abteilung Förderung des religiösen Lebens der Ordenskonferenz von Brasilien.
Papst Paul VI. ernannte ihn am 5. Juni 1978 zum Weihbischof in Barra do Piraí-Volta Redonda und Titularbischof von Iunca in Byzacena. Der Bischof von Barra do Piraí-Volta Redonda, Waldyr Calheiros Novaes de Novais, spendete ihm am 13. August desselben Jahres die Bischofsweihe; Mitkonsekratoren waren Adriano Mandarino Hypólito OFM, Bischof von Nova Iguaçu, und Mário Teixeira Gurgel SDS, Bischof von Itabira. Sein bischöflicher Wahlspruch war Testificari Evangelio Gratiae Dei (Zeuge des Evangeliums von der Gnade Gottes). Er war von 1978 bis 1980 Bischofsvikar von Angra dos Reis und Itaguai.
Papst Johannes Paul II. ernannte ihn am 21. April 1980 zum ersten Bischof des neuerrichteten Bistums Itaguaí. Er war Präsident der Landpastoralkommission (CPT) für die Region Rio de Janeiro. Von 1991 bis 1994 war er Mitglied der Kommission für die Glaubenslehre der brasilianischen Bischofskonferenz (CNBB) sowie Mitglied der Kommission für die Seelsorge und Biblische Katechese. Außerdem gehörte er der Abteilung für Katechese im Lateinamerikanischen Bischofsrat an. Er förderte die Bibelbewegung, die Lectio divina und die Bibelkreise in den Basisgemeinden und Pfarreien.
Am 8. Juli 1998 nahm Papst Johannes Paul II. sein aus gesundheitlichen Gründen vorgebrachtes Rücktrittsgesuch an. Er starb am 11. Juni 2014 an den Folgen eines Autounfalls.

## Schriften
- Les constitutions des premières Carmélites en France. Institution Carmelitanum, Rom 1966.